# Team AAI
Team AAI est une écurie taïwanaise de sport automobile fondée en 1991 par Jun-San Chen. Elle participe à différentes compétitions automobiles en Asie et est basée Taiwan.

## Historique

### Asian Le Mans Series (depuis 2013)
Depuis l’inauguration des Asian Le Mans Series, l'écurie a participé à toutes les saisons.
En 2013, en partenariat avec Rstrada, elle engage deux McLaren MP4-12C dans la catégorie GT Challenge. La meilleure d'entre elles finira la saison à la troisième place du championnat équipe avec comme meilleur classement, une deuxième place de catégorie aux 3 Heures de Zhuhai. Il est a noté que pour la dernière course de la saison, seul une voiture participe à l'épreuve et la McLaren MP4-12C sera remplacée par une BMW Z4 GT3 pour cette épreuve.
En 2014, toujours en partenariat avec Rstrada, elle engage une Mercedes-Benz SLS AMG GT3, une BMW Z4 GT3 et une Nissan GT-R GT3 dans la catégorie GT. Les résultats de l'écurie sont en progrès car elle remporte les 3 Heures de Inje et les 3 Heures de Fuji. Cette bonne saison permis a l'écurie d'avoir deux invitations pour participer aux 24 Heures du Mans 2015.
Pour 2015-2016, l'écurie intensifie son engagement en Asian Le Mans Series en s'engageant dans la catégorie LMP3 et GT. Pour la catégorie LMP3, l'équipe fait confiance au châssis ADESS-03 tandis qu'en catégorie GT nous retrouverons les Mercedes-Benz SLS AMG GT3, BMW Z4 GT3 et McLaren MP4-12C. Pour cette première saison en LMP3, l'écurie n'a jamais pu prendre les devants par rapport au DC Racing également inscrit dans cette catégorie et abandonna 2 fois et fini 2 fois un deuxième position de catégorie. En GT, la saison fût difficile également et elle boucla le championnat équipe à la 4e, 8e et 10e position.
Pour 2016-2017, l'écurie ne participa qu'à la dernière manche en LMP3, toujours avec son ADESS-03. En GT, 2 voitures furent engagées pour l'intégralité de la saison, une McLaren 650S GT3 et une BMW M6 GT3. En LMP3, l'unique course ou le Team AAI participé se soldera par un abandon. En GT, l'année fût difficile également avec 4 abandons. L'écurie bouclera le championnat équipe à la 7e, 9e et 15e position.
Pour 2017-2018, l'écurie engage 2 voitures dans la catégorie GT. Catégorie peu attractive car seul 3 voitures y participent. La saison fût alors très positive car le Team AAI remporta toutes les manches dans sa catégorie et remporte le titre Asian Le Mans Serie GT. Cela permettra à l'écurie d'avoir une invitation pour participer aux prochains 24 Heures du Mans.

### 24 Heures du Mans (depuis 2015)

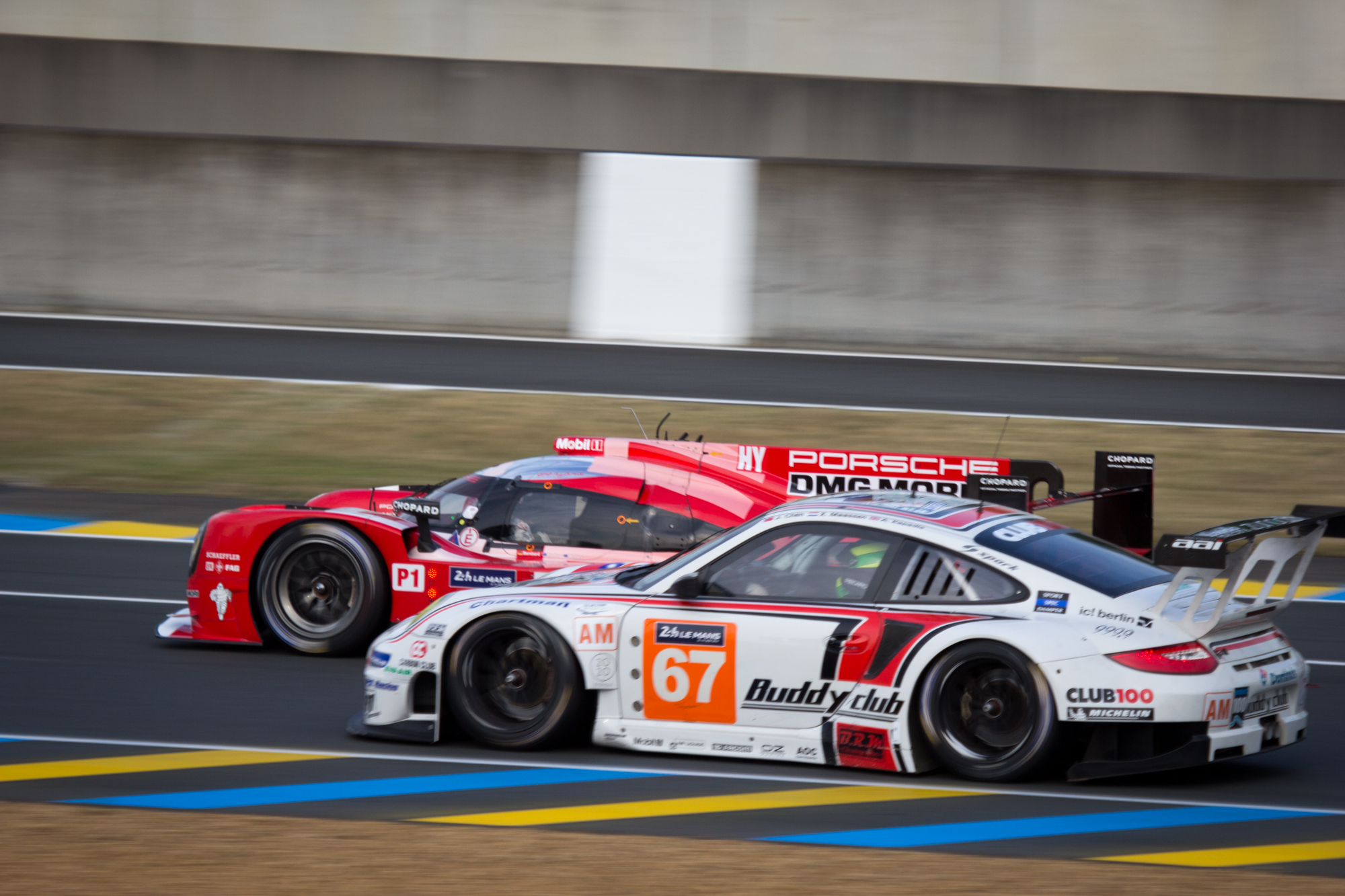
Porsche 911 GT3 RSR

À la suite des bons résultats en Asian Le Mans Series en 2014, l'écurie reçus deux invitations pour les 24 Heures du Mans 2015. Pour cette première participation, elle engagea deux voitures, une Porsche 911 GT3 RSR et une Porsche 911 RSR avec l'aide de la structure belge Prospeed Compétition. Les qualifications se soldèrent par une dernière et avant-dernière place. La course sera plus favorable car les deux voitures seront à l'arrivée à la 35e et 37e place.

Pour 24 Heures du Mans 2016, l'écurie, sans invitation, fût sélectionnée pour participer à la classique mancelle et engagea une Chevrolet Corvette C7.R, toujours avec l'aide de la structure belge Prospeed Compétition. Comme pour la précédente édition, les qualifications ne se déroulèrent pas de la meilleure manière en réalisant l'avant-dernier temps. La voiture bouclera le double tour d'horloge et finira à la 39e position.
En 2017, l'écurie ne participera pas aux 24 Heures du Mans.

### Blancpain GT Series Asia (depuis 2017)
En 2017 aussi, l'écurie engage deux BMW M6 GT3 en Blancpain GT Series Asia.

## Pilotes
- Akihiro Asai (en)
- Jun San Chen[3],[4]
- Tom Blomqvist[4]
- Han-Chen Chen
- Morris Chen
- Marco Cioci
- Li Zhi Cong
- Carlo van Dam
- Philipp Eng
- Terry Fang
- Ollie Hancock
- Chi Huang[4]
- Chen Junrong
- Alex Kapadia
- Yasushi Kikuchi
- Jesse Krohn[3]
- Yu Lam[4]
- Akira Iida
- Xavier Maassen
- Raffaele Marciello
- Takamitsu Matsui[4]
- Nico Menzel[3]
- Ollie Millroy[3],[4]
- Chaz Mostert (en)
- Dirk Müller[4]
- Jörg Müller
- Ryohei Sakaguchi[4]
- Somchai Saksirivatekul
- Tanart Sathienthirakul
- Marco Seefried
- Chen Siyu
- Shinichi Takagi[3]
- Tatsuya Tanigawa[4]
- Nobuteru Taniguchi (en)[4]
- Keiichi Tsuchiya[4]
- Takeshi Tsuchiya
- Sean Walkinshaw[3]
- Masataka Yanagida[4]
- Lin Yu[3]